# 浅田貞次郎
浅田 貞次郎（淺田、あさだ ていじろう、1855年（安政2年6月） - 1942年（昭和17年）2月10日）は、日本の政治家、衆議院議員（1期）。

## 経歴
播磨国神東郡福本村（のち兵庫県神崎郡粟賀村→神崎町、現・神河町）生まれ。朝来郡生野町（現・朝来市）の浅田家を継ぐ。漢学を学ぶ。戸長、生野町会議員、朝来郡会議員、同参事会員、同議長、兵庫県会議員、生野電信郵便局長、所得税調査委員、勧業会議員、生野銀行頭取、借地借家調査委員、播但鉄道創立委員、育英会長、在郷軍人会青年団顧問、浅田明礬会社、播磨化学工業(株)各社長となる。
1898年3月の第5回衆議院議員総選挙において兵庫9区から山下倶楽部公認で立候補して当選した。衆議院議員を1期務め、同年8月の第6回衆議院議員総選挙は不出馬。1942年に死去した。